# Olaszország az 1956. évi téli olimpiai játékokon
Olaszország a Cortina d’Ampezzóban megrendezett 1956. évi téli olimpiai játékok házigazda nemzeteként vett részt a versenyeken. Az országot az olimpián 8 sportágban 65 sportoló képviselte, akik összesen 3 érmet szereztek.

## Érmesek
| Érem  | Versenyző                                                  | Sportág | Versenyszám  |
| ----- | ---------------------------------------------------------- | ------- | ------------ |
| Arany | Lamberto Dalla Costa Giacomo Conti                         | Bob     | Férfi kettes |
| Ezüst | Eugenio Monti Renzo Alverà                                 | Bob     | Férfi kettes |
| Ezüst | Eugenio Monti Ulrico Girardi Renzo Alverà Renato Mocellini | Bob     | Férfi négyes |

## Alpesisí
Férfi
| Versenyző         | Versenyszám      | 1. futam       | 1. futam       | 2. futam | 2. futam | Összesítés | Összesítés |
| Versenyző         | Versenyszám      | Idő            | Hely.          | Idő      | Hely.    | Idő        | Helyezés   |
| ----------------- | ---------------- | -------------- | -------------- | -------- | -------- | ---------- | ---------- |
| Bruno Burrini     | Lesiklás         |                |                |          |          | 3:02,4     | 9.         |
| Bruno Burrini     | Műlesiklás       | 1:36,2         | 24.            | 2:24,2   | 35.      | 4:00,4     | 27.        |
| Bruno Burrini     | Óriás-műlesiklás |                |                |          |          | 3:23,1     | 25.        |
| Gino Burrini      | Lesiklás         |                |                |          |          | 3:00,2     | 6.         |
| Gino Burrini      | Óriás-műlesiklás |                |                |          |          | 3:12,3     | 10.        |
| Guido Ghedina     | Műlesiklás       | 1:32,6         | 12.            | 2:08,1   | 24.      | 3:40,7     | 17.        |
| Guido Ghedina     | Óriás-műlesiklás |                |                |          |          | 3:15,6     | 11.*       |
| Paride Milianti   | Lesiklás         |                |                |          |          | kizárták   | kizárták   |
| Paride Milianti   | Műlesiklás       | kizárták       | kizárták       | kiesett  | kiesett  | kiesett    | kiesett    |
| Italo Pedroncelli | Műlesiklás       | idő nem ismert | idő nem ismert | kizárták | kizárták | kiesett    | kiesett    |
| Dino Pompanin     | Óriás-műlesiklás |                |                |          |          | 3:22,4     | 24.        |
| Lino Zecchini     | Lesiklás         |                |                |          |          | kizárták   | kizárták   |

Női
| Versenyző               | Versenyszám      | 1. futam | 1. futam | 2. futam | 2. futam | Összesítés | Összesítés |
| Versenyző               | Versenyszám      | Idő      | Hely.    | Idő      | Hely.    | Idő        | Helyezés   |
| ----------------------- | ---------------- | -------- | -------- | -------- | -------- | ---------- | ---------- |
| Giuliana Chenal-Minuzzo | Lesiklás         |          |          |          |          | 1:47,3     | 4.*        |
| Giuliana Chenal-Minuzzo | Műlesiklás       | 56,9     | 3.*      | 59,9     | 11.      | 1:56,8     | 4.         |
| Giuliana Chenal-Minuzzo | Óriás-műlesiklás |          |          |          |          | 2:01,5     | 13.        |
| Cristina Ebner          | Műlesiklás       | kizárták | kizárták | kiesett  | kiesett  | kiesett    | kiesett    |
| Carla Marchelli         | Lesiklás         |          |          |          |          | 1:47,7     | 6.         |
| Maria Grazia Marchelli  | Óriás-műlesiklás |          |          |          |          | 2:05,2     | 28.        |
| Anna Pellissier         | Lesiklás         |          |          |          |          | 1:49,7     | 11.        |
| Anna Pellissier         | Műlesiklás       | 1:01,2   | 16.      | 1:05,3   | 19.      | 2:06,5     | 16.        |
| Anna Pellissier         | Óriás-műlesiklás |          |          |          |          | 2:02,4     | 17.        |
| Vera Schenone           | Lesiklás         |          |          |          |          | 1:59,2     | 36.        |
| Vera Schenone           | Műlesiklás       | 1:05,1   | 21.      | 1:32,1   | 34.      | 2:37,2     | 29.        |
| Vera Schenone           | Óriás-műlesiklás |          |          |          |          | kizárták   | kizárták   |

* - egy másik versenyzővel azonos eredményt ért el

## Bob
| Versenyző                                                        | Versenyszám | 1. futam | 1. futam | 2. futam | 2. futam | 3. futam | 3. futam | 4. futam | 4. futam | Összesítés | Összesítés |
| Versenyző                                                        | Versenyszám | Idő      | Hely.    | Idő      | Hely.    | Idő      | Hely.    | Idő      | Hely.    | Idő        | Helyezés   |
| ---------------------------------------------------------------- | ----------- | -------- | -------- | -------- | -------- | -------- | -------- | -------- | -------- | ---------- | ---------- |
| Lamberto Dalla Costa Giacomo Conti                               | Kettes      | 1:22,00  | 1.       | 1:22,45  | 1.       | 1:22,95  | 1.       | 1:22,74  | 1.       | 5:30,14    |            |
| Eugenio Monti Renzo Alverà                                       | Kettes      | 1:22,73  | 2.       | 1:22,53  | 2.       | 1:23,37  | 2.       | 1:22,82  | 2.       | 5:31,45    |            |
| Dino De Martin Giovanni De Martin Giovanni Tabacchi Carlo Da Prà | Négyes      | 1:18,10  | 5.       | 1:18,65  | 5.       | 1:18,50  | 4.       | 1:19,41  | 4.       | 5:14,66    | 5.         |
| Eugenio Monti Ulrico Girardi Renzo Alverà Renato Mocellini       | Négyes      | 1:17,69  | 2.       | 1:17,97  | 4.       | 1:18,13  | 2.       | 1:18,31  | 2.       | 5:12,10    |            |

## Északi összetett
| Versenyző       | Síugrás  | Síugrás  | Síugrás  | Síugrás  | Síugrás  | Síugrás  | Síugrás | Síugrás | Sífutás | Sífutás | Sífutás | Összesítés | Összesítés |
| Versenyző       | 1. ugrás | 1. ugrás | 2. ugrás | 2. ugrás | 3. ugrás | 3. ugrás | Össz.   | Össz.   | Sífutás | Sífutás | Sífutás | Összesítés | Összesítés |
| Versenyző       | Távolság | Pont     | Távolság | Pont     | Távolság | Pont     | Pont    | Hely.   | Idő     | Pont    | Hely.   | Pont       | Helyezés   |
| --------------- | -------- | -------- | -------- | -------- | -------- | -------- | ------- | ------- | ------- | ------- | ------- | ---------- | ---------- |
| Aldo Pedrana    | 60,5     | 85,0     | 58,0     | (79,5)   | 60,0     | 83,0     | 168,0   | 35.     | 1:00:36 | 223,400 | 15.*    | 391,400    | 31.        |
| Enzo Perin      | 67,0     | 97,5     | 70,0     | 98,5     | 68,0     | (95,5)   | 196,0   | 19.     | 1:00:48 | 222,600 | 18.**   | 418,600    | 20.        |
| Alfredo Prucker | 70,0     | 101,0    | 70,0     | 100,0    | 67,0     | (95,0)   | 201,0   | 12.*    | 58:52   | 230,100 | 10.     | 431,100    | 8.         |

* - egy másik versenyzővel azonos eredményt ért el

** - két másik versenyzővel azonos eredményt ért el

## Gyorskorcsolya
| Versenyző      | Versenyszám | Eredmény | Helyezés |
| -------------- | ----------- | -------- | -------- |
| Carlo Calzà    | 5000 m      | 8:41,1   | 41.      |
| Carlo Calzà    | 10 000 m    | 18:32,8  | 32.      |
| Guido Caroli   | 500 m       | 43,9     | 33.      |
| Guido Caroli   | 1500 m      | 2:20,0   | 42.*     |
| Guido Citterio | 500 m       | 43,1     | 22.**    |
| Guido Citterio | 1500 m      | 2:16,5   | 27.*     |
| Paolino Dimai  | 5000 m      | 8:48,0   | 44.      |
| Remo Tomasi    | 1500 m      | 2:22,2   | 48.      |
| Remo Tomasi    | 5000 m      | 8:48,3   | 45.      |

* - egy másik versenyzővel azonos eredményt ért el

** - két másik versenyzővel azonos eredményt ért el

## Jégkorong
| Olasz férfi jégkorongcsapat-játékoskeret                                                                    | Olasz férfi jégkorongcsapat-játékoskeret                                                         | Olasz férfi jégkorongcsapat-játékoskeret                                                |
| --- | ------------------------------------------------------------------------------------------------ | --------------------------------------------------------------------------------------- |
| - Giancarlo Agazzi - Reno Alberton - Mario Bedogni - Vittorio Bolla - Giampiero Branduardi - Ernesto Crotti | - Gianfranco Darin - Aldo Federici - Giuliano Ferraris - Giovanni Furlani - Francesco Macchietto | - Aldo Maniacco - Carlo Montemurro - Giulio Oberhammer - Carmine Tucci - Bernardo Tomei |

### Eredmények
Csoportkör
A csoport
| Csapat                | M | Gy | D | V | G+ | G– | Gk  | P |
| --------------------- | - | -- | - | - | -- | -- | --- | - |
| Kanada                | 3 | 3  | 0 | 0 | 30 | 1  | +29 | 6 |
| Egyesült Német Csapat | 3 | 1  | 1 | 1 | 9  | 6  | +3  | 3 |
| Olaszország           | 3 | 0  | 2 | 1 | 5  | 7  | –2  | 2 |
| Ausztria              | 3 | 0  | 1 | 2 | 2  | 32 | –30 | 1 |

| 1956. január 26. | Olaszország (ITA) | 2 – 2 (0–2, 1–0, 1–0) | Ausztria | Cortina d’Ampezzo |

|  |  |  |  |  |
|  |  |  |  |  |
|  |  |  |  |  |
|  |  |  |  |  |

| 1956. január 27. | Olaszország (ITA) | 2 – 2 (1–1, 0–1, 1–0) | Egyesült Német Csapat | Cortina d’Ampezzo |

|  |  |  |  |  |
|  |  |  |  |  |
|  |  |  |  |  |
|  |  |  |  |  |

| 1956. január 28. | Olaszország (ITA) | 1 – 3 (1–1, 0–0, 0–2) | Kanada | Cortina d’Ampezzo |

|  |  |  |  |  |
|  |  |  |  |  |
|  |  |  |  |  |
|  |  |  |  |  |

Helyosztó csoportkör
| 1956. február 1. | Olaszország (ITA) | 8 – 2 (4–1, 1–1, 3–0) | Ausztria | Cortina d’Ampezzo |

|  |  |  |  |  |
|  |  |  |  |  |
|  |  |  |  |  |
|  |  |  |  |  |

| 1956. február 2. | Olaszország (ITA) | 8 – 3 (6–1, 1–2, 1–0) | Svájc | Cortina d’Ampezzo |

|  |  |  |  |  |
|  |  |  |  |  |
|  |  |  |  |  |
|  |  |  |  |  |

| 1956. február 3. | Olaszország (ITA) | 5 – 2 (0–0, 3–1, 2–1) | Lengyelország | Cortina d’Ampezzo |

|  |  |  |  |  |
|  |  |  |  |  |
|  |  |  |  |  |
|  |  |  |  |  |

Végeredmény
| Csapat        | M | Gy | D | V | G+ | G– | Gk  | P |
| ------------- | - | -- | - | - | -- | -- | --- | - |
| Olaszország   | 3 | 3  | 0 | 0 | 20 | 7  | +13 | 6 |
| Lengyelország | 3 | 2  | 0 | 1 | 12 | 10 | +2  | 4 |
| Svájc         | 3 | 1  | 0 | 2 | 12 | 17 | –5  | 2 |
| Ausztria      | 3 | 0  | 0 | 3 | 9  | 19 | –10 | 0 |

| Csapat      | Helyezés |
| ----------- | -------- |
| Olaszország | 7.       |

## Műkorcsolya
| Versenyző      | Versenyszám | Kötelező elemek   | Kötelező elemek | Kűr               | Kűr   | Összesítés                     | Összesítés                     | Összesítés                     | Összesítés                     | Összesítés                     | Összesítés                     | Összesítés                     | Összesítés                     | Összesítés                     | Összesítés                     | Összesítés                     | Összesítés        | Összesítés  | Összesítés | Összesítés |
| Versenyző      | Versenyszám | Kötelező elemek   | Kötelező elemek | Kűr               | Kűr   | Helyezési pontszámok bírónként | Helyezési pontszámok bírónként | Helyezési pontszámok bírónként | Helyezési pontszámok bírónként | Helyezési pontszámok bírónként | Helyezési pontszámok bírónként | Helyezési pontszámok bírónként | Helyezési pontszámok bírónként | Helyezési pontszámok bírónként | Helyezési pontszámok bírónként | Helyezési pontszámok bírónként | Több. hely. száma | Hely. össz. | Pont       | Helyezés   |
| Versenyző      | Versenyszám | Több. hely. száma | Hely.           | Több. hely. száma | Hely. | 1                              | 2                              | 3                              | 4                              | 5                              | 6                              | 7                              | 8                              | 9                              | 10                             | 11                             | Több. hely. száma | Hely. össz. | Pont       | Helyezés   |
| -------------- | ----------- | ----------------- | --------------- | ----------------- | ----- | ------------------------------ | ------------------------------ | ------------------------------ | ------------------------------ | ------------------------------ | ------------------------------ | ------------------------------ | ------------------------------ | ------------------------------ | ------------------------------ | ------------------------------ | ----------------- | ----------- | ---------- | ---------- |
| Fiorella Negro | Női egyéni  | 7×16+             | 16.             | 8×14+             | 14.   | 18,0                           | 13,5                           | 16,0                           | 15,0                           | 14,0                           | 16,0                           | 15,0                           | 14,0                           | 18,0                           | 14,0                           | 15,0                           | 7×15+             | 168,5       | 1565,49    | 15.        |
| Manuela Angeli | Női egyéni  | 7×20+             | 20.             | 8×20+             | 21.   | 21,0                           | 21,0                           | 21,0                           | 20,0                           | 20,0                           | 21,0                           | 21,0                           | 17,0                           | 20,0                           | 19,0                           | 21,0                           | 11×21+            | 222,0       | 1468,68    | 21.        |

## Sífutás
Férfi
| Versenyző                                                               | Versenyszám     | Eredmény | Helyezés |
| ----------------------------------------------------------------------- | --------------- | -------- | -------- |
| Gioacchino Busin                                                        | 50 km           | 3:21:05  | 21.      |
| Gianni Carrara                                                          | 50 km           | 3:14:39  | 17.      |
| Innocenzo Chatrian                                                      | 15 km           | 53:46    | 25.      |
| Ottavio Compagnoni                                                      | 15 km           | 51:42    | 11.      |
| Ottavio Compagnoni                                                      | 30 km           | kizárták | kizárták |
| Arrigo Delladio                                                         | 30 km           | 1:54:27  | 24.      |
| Pompeo Fattor                                                           | 15 km           | 53:45    | 24.      |
| Federico de Florian                                                     | 15 km           | 52:48    | 17.      |
| Federico de Florian                                                     | 30 km           | 1:49:16  | 13.      |
| Vigilio Mich                                                            | 50 km           | 3:11:59  | 16.      |
| Battista Mismetti                                                       | 50 km           | 3:23:15  | 23.      |
| Camillo Zanolli                                                         | 30 km           | 1:54:42  | 26.      |
| Pompeo Fattor Ottavio Compagnoni Innocenzo Chatrain Federico de Florian | 4 × 10 km váltó | 2:23:28  | 5.       |

Női
| Versenyző                                   | Versenyszám    | Eredmény | Helyezés |
| ------------------------------------------- | -------------- | -------- | -------- |
| Rita Bottero                                | 10 km          | 44:03    | 30.      |
| Anita Parmesani                             | 10 km          | 47:37    | 37.      |
| Fides Romanin                               | 10 km          | 44:17    | 31.      |
| Ildegarda Taffra                            | 10 km          | 42:51    | 23.      |
| Fides Romanin Rita Bottero Ildegarda Taffra | 3 × 5 km váltó | 1:16:11  | 8.       |

## Síugrás
| Versenyző        | 1. ugrás | 1. ugrás | 1. ugrás | 2. ugrás | 2. ugrás | 2. ugrás | Összesítés | Összesítés |
| Versenyző        | Távolság | Pont     | Hely.    | Távolság | Pont     | Hely.    | Pont       | Helyezés   |
| ---------------- | -------- | -------- | -------- | -------- | -------- | -------- | ---------- | ---------- |
| Enzo Perin       | 67,0     | 83,5     | 47.      | 63,5     | 80,5     | 47.*     | 164,0      | 48.*       |
| Alfredo Prucker  | 67,5     | 88,0     | 41.      | 68,5     | 91,5     | 32.      | 179,5      | 38.        |
| Tito Tolin       | 69,5     | 91,0     | 36.**    | 71,5     | 93,5     | 27.*     | 184,5      | 33.        |
| Luigi Pennacchio | 70,5     | 91,0     | 36.**    | 67,5     | 89,5     | 36.*     | 180,5      | 37.        |

* - egy másik versenyzővel azonos eredményt ért el

** - két másik versenyzővel azonos eredményt ért el